# René Debesson
René Debesson, né le 13 novembre 1900 à Bézenet (Allier) et mort le 10 décembre 1981 à  Paris (Île-de-France), est un homme politique français.

## Biographie
René Debesson est le fils d'un ouvrier mineur. Il devient professeur de mathématiques.
Professeur honoraire à Tourcoing, il devient maire de cette même ville de 1954 à 1955.

## Détail des fonctions et des mandats
Mandat parlementaire
- 10 septembre 1973 - 1er avril 1979 : Sénateur du Nord